# أبو بكر زنيبر
هو العلامة المطالع المشارك المفتي المصلح أبو بكر بن الطاهر بن حجي زنيبر السلاوي، ولد بسلا عام 1300 هـ الموافق ل1883، توفي يوم الأربعاء 3 ربيع الثاني عام 1376 هـ الموافق ل6 نونبر 1956. حفظ القرآن على يد الفقيه السيد بوعلو ثم دراسة الفقه من خلال مختصر خليل والمرشد المعين وغيرهما.
كما أخذ على علماء مسقط رأسه سلا منهم الفقيه المؤرخ أحمد بن خالد الناصري الفقه والأدب والتفسير، والفقيه المفتي الطيب بن المدني الناصري ، والفقيه القاضي الحاج علي عواد، والفقيه المفتي أحمد بن الفقيه الجريري، والقاضي عبد الله بن الهاشمي بن خضراء، وأيضا القاضي علال الثغراوي.
تقلد رحمه الله عدة مناصب منها خطة العدالة بالدار البيضاء وسلا، والقضاء بمدينة سطات، ثم بتاوريرت، ثم بسيدي قاسم، وسيدي سليمان، ونظرا لما كان يتصف به رحمه الله من حرية في أعماله وأقواله وأفكاره، واستقامة مباشرة أشغال القضاء المنوطة به تبرمت منه سلطات الاحتلال وللأمرت بإعفائه من منصبه حوالي سنة 1924م.
منذ إعفائه من منصبه، تزعم أبو بكر زنيبر بسلا الحركة المناهضة للظهير البربري سنة 1930م، والذي استهدف منه المستعمر تفريق وحدة المغاربة وتشتيت شملهم.
مدرسة ابتدائية تحمل اسمه في سلا.

## مؤلفاته
- « إرشاد الله للمسلم الغافل عن الله »
- « جهود الإسلام في ترقية الأنام »
- « نظرات في تطور تاريخ التعليم »
- « الصداق والمهر »
- « المصالح المرسلة »
- « رسالة في تعليم الفتاة »
- « دراسة في التعريف بالقارة الإفريقية »
- « مجموعة الخطب الجمعية »
- « مجموعة فتاويه الشرعية »
- « تفسير القرآن الكريم »
- « رسالة في حجاب المرأة في الإسلام والقدر الواجب منه »